# Muzeum Kaszubsko-Pomorskie w Sopocie

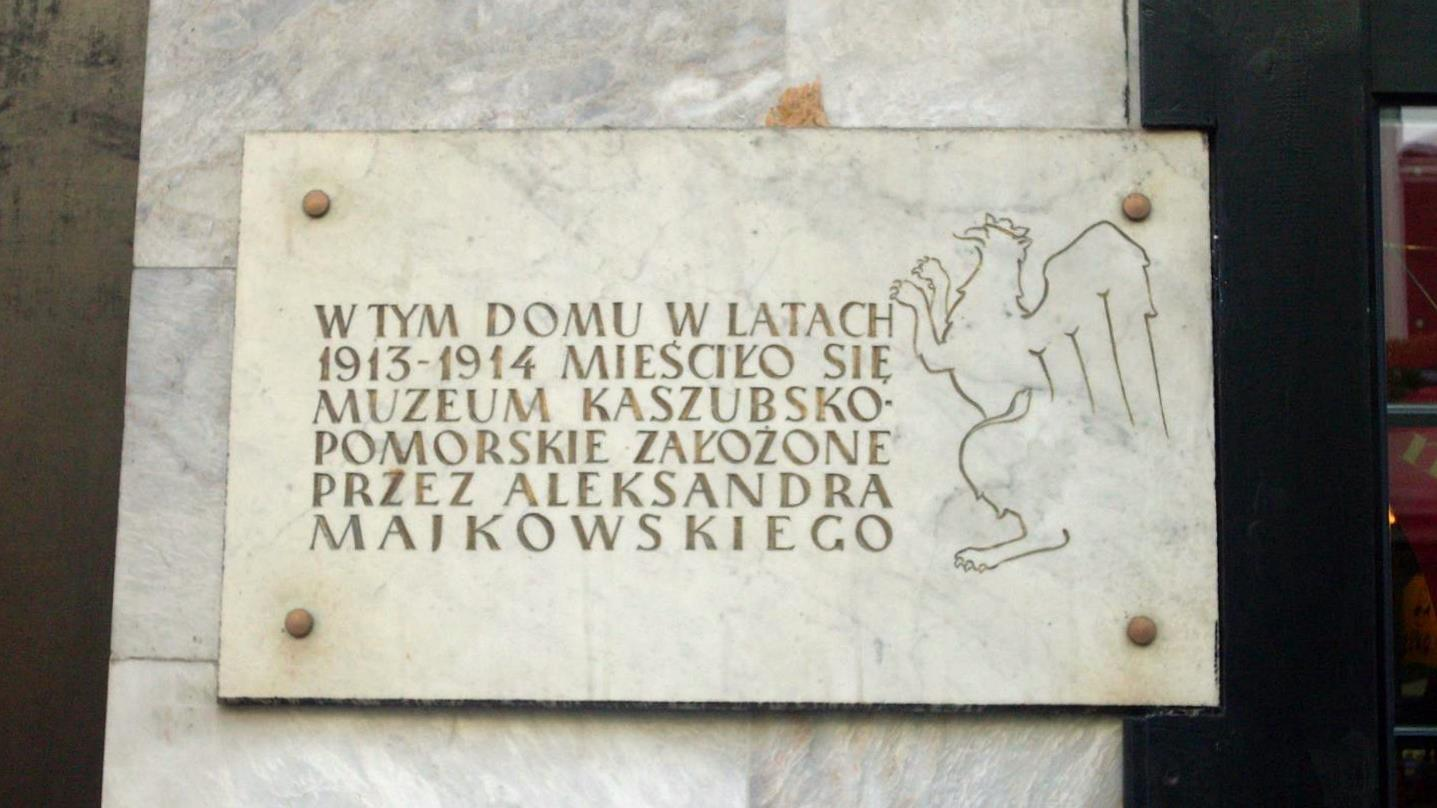
Tablica upamiętniająca Muzeum Kaszubsko-Pomorskie w Sopocie

Muzeum Kaszubsko-Pomorskie w Sopocie (kasz. Kaszëbsko-Pòmòrsczé Mùzeùm) – muzeum założone w 1913 roku przez Aleksandra Majkowskiego przy dzisiejszej ulicy Bohaterów Monte Casino 28 i istniejące do 1914 roku. Na budynku znajduje się tablica pamiątkowa. Jego tradycje kontynuuje dzisiejsze Muzeum Piśmiennictwa i Muzyki Kaszubsko-Pomorskiej w Wejherowie, które posiada kolekcję dokumentów związanych z powstaniem muzeum w Sopocie. Podczas XIV Zjazdu Kaszubów zaprezentowano wystawę "Muzeum Kaszubsko-Pomorskie w Sopocie a Muzeum Piśmiennictwa i Muzyki Kaszubsko-Pomorskiej w Wejherowie".